# Дилар турецкий
Дилар турецкий, или диляр турецкий (лат. Dilar turcicus), — вид сетчатокрылых насекомых из семейства диларид (Dilaridae). Единственный и очень редкий представитель семейства в европейской России.

## Описание
Маленькое сетчатокрылое насекомое. Окраска желтоватая. Крылья широкие с густым жилкованием. Внешним видом напоминает ночных бабочек — пядениц или мешочниц. Для самцов характерны перистые усики. У самок имеется длинный дуговидно выгнутый яйцеклад.

## Ареал
Обитает в Турции, Греции, Македонии, Албании, Болгарии, Крыму и российском Кавказе, включая Дагестан.
В Краснодарском крае личинки собраны в почве на склонах хребта Маркотх между Новороссийском и Геленджиком, а также в Челбасском лесничестве.
В Крыму (Алушта, Карадаг, Мухолатка, гора Кастель, Бельбек-Севастополь, Кастрополь, гора Кошка) вид был нередок в конце XIX — начале XX века. В Крыму за последние 100 лет не отмечался.

## Биология
Имаго держатся лесных, лесостепных и луговых, часто прибрежных биотопов. Активны как в дневное, так и в ночное время (летят на источники искусственного света). Полёт медленный.
Личинки полуслепые, длинные и мелкие, с неокрашенными покровами либо буроватые, со стройным вытянутым червеобразным телом. Покрыты редкими волосками и щетинками. Голова желтоватого цвета, с парой продолговатых маленьких глазков. Челюсти небольшие, стилетообразные, направленные вперед. Ротовой аппарат сосущего типа. Личинки обитают в почве на глубине около 10 см и охотятся на личинок насекомых и других почвенных беспозвоночных с мягкими покровами тела.

## Охрана
Вид включён в Красную книгу Краснодарского края, как «Находящийся в критическом состоянии». Лимитирующие факторы не изучены.